# Мамисонский переулок
Мамисонский переулок — переулок во Владикавказе, Северная Осетия, Россия. Находится в Затеречный муниципальном округе между улицами Коцоева и Карла Маркса. Начинается от улицы Коцоева.
Переулок назван именем перевала Мамисонский.
Переулок образовался в середине XX века и был отмечен на плане города Владикавказа «Карты Кавказского края» как 1-й Сапёрный переулок. Упоминается под этим же названием в Перечне улиц, площадей и переулков от 1925 года.
В 1937 году переулок отмечен на «Плане города Орджоникидзе» как Сапёрный переулок.
28 декабря 1954 года Исполком Орджоникидзевского городского совета народных депутатов переименовал Сапёрный переулок в Мамисонский переулок.